# Anna Maria Mühe
Anna Maria Mühe (Berlín, 23 de julio de 1985) es una actriz alemana.

## Biografía
Hija de los fallecidos actores Ulrich Mühe (1953–2007) y Jenny Gröllmann (1947–2006). Tiene una hermana por parte de madre, Jeanne, maquilladora profesional. También tiene otros cuatro hermanos más, hijos de otros matrimonios de su padre.

## Filmografía selecta
- Big Girls Don't Cry (2002)
- Love in Thoughts (2003)
- Tatort - Verraten und verkauft (2003)
- Delphinsommer (2004)
- Escape (2004)
- Die letzte Schlacht (2005)
- Novemberkind (2008)
- The Countess (2009)
- NSU: Historia Alemana X (2016)
- Mein Blind Date mit dem Leben (2017)

## Programas de televisión
- Die Neue Zeit (2019)

-Totenfrau (2025)